# Драгана Вујић
Драгана Вујић (Београд, 22. јануар 1977) српска је глумица.

## Серије
| Година    | Серије          | Улога                |
| --------- | --------------- | -------------------- |
| 2020      | Ургентни центар | Бојана Лалић         |
| 2013      | Академци        | Разни ликови         |
| 2006-2011 | Курсаџије       | Професорка Маца      |
| 2005      | Флерт           | Девојка из комшије 1 |
| 2004      | Јелена          | Сандра               |

## Емисије
| Година | Серије            | ТВ        |
| ------ | ----------------- | --------- |
| 2011   | Балканске преваре | БН / ПИНК |